# Wastelands (Linkin Park)
Wastelands è un singolo del gruppo musicale statunitense Linkin Park, pubblicato il 2 giugno 2014 come terzo estratto dal sesto album in studio The Hunting Party.

## Descrizione
Sesta traccia di The Hunting Party, Wastelands è stata prodotta da Mike Shinoda, Brad Delson e da Rob Cavallo ed è caratterizzata da basso e batteria pesanti con strofe hip hop e ritornello orecchiabile ma aggressivo.

## Video musicale
Sebbene non sia stato girato alcun video, il 1º giugno 2014 i Linkin Park hanno pubblicato un lyric video attraverso il proprio canale YouTube.
Il 25 giugno è stato invece pubblicato un video promozionale in collaborazione con UFC, che unisce scene del gruppo intento a eseguire il brano in concerto con altre in cui vengono mostrati combattimenti di arti marziali miste.

## Tracce
Download digitale
1. Wastelands – 3:15

CD promozionale (Stati Uniti)
1. Wastelands – 3:10

## Formazione
Hanno partecipato alle registrazioni, secondo le note di copertina di The Hunting Party:
Gruppo
- Chester Bennington – voce
- Mike Shinoda – voce, chitarra ritmica, tastiera, pianoforte
- Brad Delson – chitarra solista, cori
- Phoenix – basso, cori
- Rob Bourdon – batteria, percussioni, cori
- Joe Hahn – campionatore, programmazione, cori

Produzione
- Mike Shinoda – produzione, ingegneria del suono
- Brad Delson – produzione
- Rob Cavallo – coproduzione
- Ethan Mates – ingegneria del suono
- Josh Newell – montaggio digitale
- Alejandro Baima – assistenza tecnica
- Brendan Dekora – assistenza tecnica aggiuntiva
- Jennifer Langdon – assistenza tecnica aggiuntiva
- Andy Wallace – missaggio
- Paul Suarez – ingegneria Pro Tools
- Del Bowers – assistenza al missaggio
- Emily Lazar – mastering
- Rich Morales – assistenza al mastering

## Classifiche
| Classifica (2014)                | Posizione massima |
| -------------------------------- | ----------------- |
| Australia                        | 71                |
| Francia                          | 76                |
| Italia                           | 81                |
| Portogallo                       | 29                |
| Regno Unito (rock & metal)       | 7                 |
| Stati Uniti (rock & alternative) | 25                |